# Rowland Prothero
Rowland Edmund Prothero, 1. baron Ernle MVO (ur. 6 września 1851, zm. 1 lipca 1937) – brytyjski pisarz i polityk, członek Partii Konserwatywnej, minister w rządach Davida Lloyda George’a.
Był synem wielebnego Canona George’a Prothero i Emmy Money-Kyrle, córki wielebnego Williama Money-Kyrle'a. Wykształcenie odebrał w Marlborough College oraz w Balliol College na Uniwersytecie Oksfordzkim, gdzie uzyskał dyplom pierwszej klasy z historii nowożytnej w 1875 r. W latach 1875–1891 był członkiem All Souls College w Oksfordzie. W 1901 r. otrzymał Królewski Order Wiktoriański.
W 1888 r. opublikował The Pioneers and Progress of English Farming. W latach 1893–1899 redagował magazyn Quarterly Review. W latach 1898–1918 był głównym agentem 11. księcia Bedford. W 1893 r. wydał Life and Correspondence of Arthur Penrhyn Stanley. Był również autorem Letters and Journals of Lord Byron oraz autobiografii From Whippingham to Westminster.
Pierwszą próbę uzyskania mandatu parlamentarnego Prothero podjął w 1910 r., ale jego start w okręgu Biggleswade zakończył się niepowodzeniem. Dopiero w 1914 r. został wybrany do Izby Gmin w wyborach uzupełniających w okręgu Oxford University. W latach 1916–1919 był przewodniczącym Rady Rolnictwa. W 1919 r. otrzymał tytuł 1. barona Ernle i zasiadł w Izbie Lordów.
Zmarł w 1937 r. Jego jedyny syn zginął podczas I wojny światowej, więc tytuł barona wygasł wraz ze śmiercią Rowlanda.